# Investigación artística
Investigación artística es un enfoque de investigación que considera las prácticas artísticas como formas particulares de producción de conocimiento. De acuerdo con Rubén López Cano y Úrsula San Cristóbal, este enfoque "implica la reflexión crítica sobre diferentes elementos de la práctica artística, como el proceso creativo, los hábitos y estudio, las influencias teóricas y prácticas". Se distingue de otras formas de saber no solo por sus contenidos, sino también por sus metodologías diversas y principios epistemológicos particulares.
En las últimas décadas, la investigación artística ha tenido una amplia difusión en diversas universidades y centros de investigación, siendo así que al día de hoy existen diversas instituciones, publicaciones, congresos internacionales y proyectos que permiten considerarla como un campo académico en su propio derecho y educación.

## Historia
Si bien la investigación artística parece ser un campo académico reciente,  a fines de los años 70 y en los años 80, existió el Instituto de Investigaciones Científicas del Arte de la Academia de Ciencias de la URSS, donde se estudiaba la culturología. Fruto de este centro investigativo también fue la famosa escuela de Tartu, encabezada por el semiólogo Yuri Lotman (1922-1993), ideólogo del análisis semiótico de las expresiones artísticas y de la producción cultural. La Teoría de la Cultura, y las investigaciones científicas del arte, con numerosas publicaciones en ruso, estonio, búlgaro, alemán y polaco principalmente, fueron bastante desarrolladas en el campo socialista que dejó de existir con la desaparición de la Unión Soviética.
En 1984 se inauguró uno de los primeros programas de doctorado de investigación artística en Australia (Doctorado en escritura creativa de la University of Wollongong y la University of Technology), mientras en Europa surgen las primeras iniciativas en la década de 1990 con publicaciones como Research in Art and Design de Christopher Frayling. A partir de 1999, debido al Proceso de Bolonia, han surgido una gran cantidad de publicaciones, congresos, programas educativos, etc.
Tal como afirma Álvaro Zaldívar, la investigación desde el arte "ha existido siempre", pues siempre ha habido artistas "que han analizado y transmitido con extremado rigor su propio proceso creativo". No obstante, si la entendemos como un enfoque investigativo particular, es hasta finales del siglo XX cuando la investigación artística surge de una problemática compleja en la que la vida profesional del artista a menudo está alejada de la idea de investigación en comparación con la que se encuentra en otros ámbitos del saber. 
En los últimos años han surgido diversas publicaciones, instituciones y proyectos que han dado actualidad tanto a los debates epistemológicos como a las perspectivas metodológicas de la investigación artística.

## Aproximaciones, perspectivas y terminologías de la investigación artística
De acuerdo con Frayling, existe una distinción entre tipos de investigación en las artes, diferenciando entre “investigación dentro del arte”, “investigación para el arte” e “investigación a través del arte”.
Por otra parte, en la literatura especializada se han utilizado varios términos y expresiones para denotar la investigación artística; los más comunes son: “investigación basada-en-la-práctica”, “investigación guiada-por-la-práctica” y “práctica como investigación”. La investigación basada-en-la-práctica es una noción general y amplia que puede aplicarse cualquier forma de investigación en las artes orientada hacia la práctica. Ya que el artista trabaja con un lenguaje expresivo que atañe a los sentidos y no necesariamente con el lenguaje cognitivo, resulta pertinente hablar  de una investigación artística que refleje la relación del artista con su propia práctica. Por otra parte, la Arts and Humanities Research Council actualmente prefiere el término investigación guiada-por-la-práctica para denotar la investigación que está centrada-en-la-práctica. El término más explícito de todos es "práctica como investigación", ya que expresa el entrelazamiento directo de investigación y práctica. La expresión “investigación artística”, que a veces se elige para destacar la especificidad de la investigación en el arte, evidencia no sólo el vínculo comparativamente íntimo entre teoría y práctica, sino que también encarna la promesa de un camino diferente, en un sentido metodológico, que diferencia la investigación artística de la investigación académica predominante.

## Consideraciones Epistemológicas
López Cano argumenta que mucha de la bibliografía disponible parte de un “deseo de apropiarse del discurso académico heredero de los paradigmas postmodernos”  para construir la dimensión epistemológica de la investigación artística. Esto se traduce en una readaptación del método científico que no está exenta de polémica pues “lo que es característico de los productos, procesos y experiencias artísticos es que, en y a través de la materialidad del medio, se presenta algo que trasciende la materialidad.” 
Aunque el conocimiento artístico no está estructurado con metodologías establecidas o marcos conceptuales unívocos “los fenómenos de trabajo en el terreno artístico son decididamente cognitivos y racionales, aun cuando no podemos acceder directamente a ellos a través del lenguaje y los conceptos. Parte de la especificidad de la investigación del arte yace, por eso, en la peculiar manera en que los contenidos no conceptuales y no discursivos están articulados y son comunicados.” 

## Estrategias Metodológicas
No existe una metodología exclusiva para la investigación artística. Las estrategias, técnicas o rutas metodológicas se deben elegir a conveniencia de cada proyecto de investigación para poder responder su pregunta de investigación. De hecho, según Borgdorff, esta falta de una metodología estándar o propia  podría ser una de las características principales de este tipo de investigación. Generalmente cada etapa del proceso requerirá una estrategia metodológica particular. Las técnicas y estrategias metodológicas utilizadas en la investigación artística suelen ser similares a las empleadas en la investigación académica. Los tres grandes rubros metodológicos para la investigación son: Investigación documental, métodos cuantitativos y métodos cualitativos.

## Instituciones Especializadas en Investigación Artística
Si bien la investigación artística se formaliza como programas dentro de instituciones no especializadas en ello, a partir de la década de los 90 ha impulsado la creación de dichos espacios.
Uno de los institutos más representativos y pioneros en el tema es el Orpheus Instituute, instituto internacional fundado en 1996 en Gante enfoque principal en la investigación artística en música: "investigación integrada en la práctica musical y guiada principalmente por objetivos artísticos". También podemos encontrar al Institut für künstlerische Forschung (! KF), instituto independiente, que fue fundado en 2009  en Berlin por el grupo de artistas “A rose is”, Berlin theatre Radialsystem V y miembros de la Young Academy of the Berlin-Brandenburg Academy of Sciences and Humanities y  the National Academy of Natural Scientists Leopoldina.
En 2005 se funda el Institute for Contemporary Art Research (IFCAR) es la unidad de investigación del Departamento de Bellas Artes de la Zúrich University of the Arts (ZHdK), el instituto se dedica a la investigación artística estrechamente asociadas en el campo del arte contemporáneo.

## Investigación artística en música
Al ser un paradigma relativamente nuevo, no se observan criterios unificados respecto a la mejor manera de realizar una investigación musical pues la constante evolución de campos como la música práctica y la musicología confrontan la estandarización de marcos comunes. No obstante, se pueden encontrar manuales con recomendaciones puntuales y lo suficientemente flexibles para integrarse a un corpus académico de investigación artística como son los de Luca Chiantore y Richard J. Wingell.
Sin embargo, algunas propuestas toman cada día mayor importancia dentro de las instituciones de educación superior. Un ejemplo de ello es el trabajo que viene realizando el investigador portugués Paolo de Assis con su grupo de investigación MusicExperiment21 redicado en el Orpheus Institute. De Assis propone su enfoque de la siguiente manera:
```
A mi parecer, la investigación artística en música no se debería dirigir (o, al menos, no en primer lugar) a fenómenos medibles, los cuales son del dominio de las ciencias del performance, estudios de performance, organología, filología, historiografía y musicología aplicada. La pregunta crucial de la investigación artística es de una naturaleza diferente, envolviendo el poder epistémico del arte y su transformación de un objeto de apreciación estética a un objeto de y para el pensamiento. Estas son las preocupaciones que tienen el potencial para redefinir las prácticas artísticas,  para generar conjeturas, bifurcaciones, e hibridaciones de formas y materiales.
```

Algunas instituciones donde se está desarrollando la investigación artística son la Universidad de Leiden, el Orpheus Instituut – KU Leuven University, la Universidad de Aveiro, la ESMUC (Escola Superior de Música de Catalunya), la UNAM (Universidad Nacional Autónoma de México). De hecho, a partir del año 2019 está disponible en la plataforma edX el curso virtual artistic-research-in-music-an-introduction ofrecido por la KU Leuven University con la participación de profesores como Paulo de Assis, Jonathan Impett y Catherine Laws.

## Investigación artística e intermedialidad
El planteamiento epistemológico guiado-por-la-praxis que propone la investigación artística puede comprenderse en paralelo a otros planteamientos provenientes de enfoques de estudio interdisciplinarios como lo son los estudios culturales, estudios sonoros, estudios de la visualidad, etc. Un concepto clave dentro de este contexto es la intermedialidad, término que se remonta a mediados del siglo XX para describir todas aquellas actividades artísticas interdisciplinarias realizadas a través de distintos medios, así como la tensión y transformación de los códigos, significados y productos de cada uno de estos medios como resultado de tal intersección. Como dice Jürgen E. Müller: “Es indiscutible que la emergencia de una perspectiva de investigación intermedial no deviene de las relaciones nuevas y posmodernas entre medios y producciones de medios. El surgimiento de esta perspectiva debe algo también a un nuevo paradigma en las humanidades: es testigo de un cambio de paradigma de la textualidad a la materialidad”. La intermedialidad, en relación con la investigación artística, “somete a constante tensión y transformación” el objeto de estudio de la práctica artística, y por tanto se vuelve tanto una  metodología de investigación como una de práctica.